# Футбольная лига Северной Ирландии
Футбольная лига Северной Ирландии (англ. The Northern Ireland Football League, NIFL) - является национальной футбольной лигой Северной Ирландии. Она была создана в 2013 году и взяла на себя независимое коллективное управление трех верхних уровней системы футбольных лиг Северной Ирландии, а именно Премьершип, Чемпионшип 1 и Чемпионшип 2, которые ранее были под управлением Ирландской футбольной ассоциации.
Помимо этого, ФЛСИ также организовывает в Северной Ирландии Кубок североирландской лиги, а также турнир дублёров, Кубок Джорджа Уилсона для команд-дублёров, турнир молодежной лиги и Кубка молодежи для молодежных команд. Управляется как общество с ограниченной ответственностью, все 40 членов клуба выступают в качестве акционеров с одним голосом от каждого. Исторически лига была создана для всего острова Ирландия в 1890 году и  стала национальной лигой Северной Ирландии после раздела Ирландии в 1921 году.

## История
Первоначально образована в 1890 году, Национальная футбольная лига Северной Ирландии является второй старейшей национальной лигой в мире, будучи сформирована на неделю раньше, чем Шотландская футбольная лига. Лишь Футбольная лига в Англии старше.
Ирландская футбольная лига была сформирована в виде футбольной лиги для всей Ирландии (хотя изначально все её клубы, на самом деле, базировались в Северной Ирландии). Она стала лигой для Северной Ирландии в 1921 году, после раздела. В отдельную лигу и ассоциацию выделилась Футбольная ассоциация Ирландского свободного государства - теперь называется Футбольная ассоциация Ирландии, сформировавшаяся в Ирландском свободном государстве (ныне Республика Ирландия ). Рекорды лиги до этого момента для всей Ирландии выступают в качестве рекордов для Северной Ирландии (как и в случае с национальной сборной по футболу Северной Ирландии).
В своем первом сезоне, семь из восьми команд заявились из Белфаста, и в ирландском футбол продолжили доминировать белфастские клубы в течение многих лет. В 1892 году, Дерри Олимпик стал вторым клубом не из Белфаста, однако выступал только в одном сезоне. В 1900 году, Дерри Селтик присоединился к лиге, а в 1901 году, вторая команда из Дерри. Когда ирландская Лига была разделена в 1921 году, Гленавон единственная команда, не из Белфаста, которая осталась в элите. Ни один южный клуб (из тех, которые позже представляли Ирландское Свободное Государство и Ирландии) никогда не выигрывал чемпионат. Самое высокое место достигнутое этими клубами - второе, по Шелбурн в 1906-07.
В 1920-е Лига расширилась и вскоре был достигнут широкий географический разброс по всей Северной Ирландии. Тем не менее, ни один клуб не из Белфаста не выиграл чемпионат до тех пор, пока Гленавон не взял его в 1951-52. В 1957-58, Ардс стал первой командой из графства Даун, которая выиграть Лигу, а в 1964-65 годах, Дерри Сити были первыми из графства Лондондерри выигравшие Чемпионат. 
С 1995-96 по 2002-03 годы, высшая лига была разделена на два дивизиона: Премьер и Первый дивизиона. Начиная с 2003 года, остался один дивизион, но уже с вылетом в лиги ниже. В 2003 году Ирландская футбольная ассоциация (ИФА) приняла решение создать в высшем дивизионе Северной Ирландии Ирландскую Премьер-лигу. Как и в Англии и Шотландии, старая Ирландская футбольная лига сохранила существование, но контролировала теперь только две лиги: Первый дивизион и Второй дивизион. В 2004 году ИВА взяла под контроль оставшиеся дивизионы ИФЛ и переименовал их в Первый и Второй дивизионы Промежуточной лиги ИФА, ликвидировав Ирландскую футбольную лигу после 114 лет существования.
Первый в истории матч Ирландской лиги транслировался в прямом эфире на телевидении 24 сентября 2007 года. В 2008 году ИВА переименовала высший дивизион в Премьершип ИФА, а Промежуточная лига ИФА был заменена Чемпионшип ИФА. После пяти лет под эгидой ИФА, было принято решение создать единую Футбольную лигу Северной Ирландии, взявшую на себя ответственность за все национальные лиги с сезона 2013-14.

## Список чемпионов
- 1890/1891 Линфилд
- 1891/1892 Линфилд
- 1892/1893 Линфилд
- 1893/1894 Гленторан
- 1894/1895 Линфилд
- 1895/1896 Лисберн Дистиллери
- 1896/1897 Гленторан
- 1897/1898 Линфилд
- 1898/1899 Лисберн Дистиллери
- 1899/1900 Белфаст Селтик
- 1900/1901 Лисберн Дистиллери
- 1901/1902 Линфилд
- 1902/1903 Лисберн Дистиллери
- 1903/1904 Линфилд
- 1904/1905 Гленторан
- 1905/1906 Клифтонвилл и Лисберн Дистиллери [8]
- 1906/1907 Линфилд
- 1907/1908 Линфилд
- 1908/1909 Линфилд
- 1909/1910 Клифтонвилл
- 1910/1911 Линфилд
- 1911/1912 Гленторан
- 1912/1913 Гленторан
- 1913/1914 Линфилд
- 1914/1915 Белфаст Селтик
- 1915/1916 Линфилд [Н]
- 1916/1917 Гленторан [Н]
- 1917/1918 Линфилд [Н]
- 1918/1919 Белфаст Селтик [Н]
- 1919/1920 Белфаст Селтик
- 1920/1921 Гленторан
- 1921/1922 Линфилд
- 1922/1923 Линфилд
- 1923/1924 Квинс Айленд[англ.]
- 1924/1925 Гленторан
- 1925/1926 Белфаст Селтик
- 1926/1927 Белфаст Селтик
- 1927/1928 Белфаст Селтик
- 1928/1929 Белфаст Селтик
- 1929/1930 Линфилд
- 1930/1931 Гленторан
- 1931/1932 Линфилд
- 1932/1933 Белфаст Селтик
- 1933/1934 Линфилд
- 1934/1935 Линфилд
- 1935/1936 Белфаст Селтик
- 1936/1937 Белфаст Селтик
- 1937/1938 Белфаст Селтик
- 1938/1939 Белфаст Селтик
- 1939/1940 Белфаст Селтик
- 1940/1941 Белфаст Селтик [Н]
- 1941/1942 Белфаст Селтик [Н]
- 1942/1943 Линфилд [Н]
- 1943/1944 Белфаст Селтик [Н]
- 1944/1945 Линфилд [Н]
- 1945/1946 Линфилд [Н]
- 1946/1947 Белфаст Селтик [Н]
- 1947/1948 Белфаст Селтик
- 1948/1949 Линфилд
- 1949/1950 Линфилд
- 1950/1951 Гленторан
- 1951/1952 Гленавон
- 1952/1953 Гленторан
- 1953/1954 Линфилд
- 1954/1955 Линфилд
- 1955/1956 Линфилд
- 1956/1957 Гленавон
- 1957/1958 Ардс
- 1958/1959 Линфилд
- 1959/1960 Гленавон
- 1960/1961 Линфилд
- 1961/1962 Линфилд
- 1962/1963 Лисберн Дистиллери
- 1963/1964 Гленторан
- 1964/1965 Дерри Сити
- 1965/1966 Линфилд
- 1966/1967 Гленторан
- 1967/1968 Гленторан
- 1968/1969 Линфилд
- 1969/1970 Гленторан
- 1970/1971 Линфилд
- 1971/1972 Гленторан
- 1972/1973 Крузейдерс
- 1973/1974 Колрейн
- 1974/1975 Линфилд
- 1975/1976 Крузейдерс
- 1976/1977 Гленторан
- 1977/1978 Линфилд
- 1978/1979 Линфилд
- 1979/1980 Линфилд
- 1980/1981 Гленторан
- 1981/1982 Линфилд
- 1982/1983 Линфилд
- 1983/1984 Линфилд
- 1984/1985 Линфилд
- 1985/1986 Линфилд
- 1986/1987 Линфилд
- 1987/1988 Гленторан
- 1988/1989 Линфилд
- 1989/1990 Портадаун
- 1990/1991 Портадаун
- 1991/1992 Гленторан
- 1992/1993 Линфилд
- 1993/1994 Линфилд
- 1994/1995 Крузейдерс
- 1995/1996 Портадаун
- 1996/1997 Крузейдерс
- 1997/1998 Клифтонвилл
- 1998/1999 Гленторан
- 1999/2000 Линфилд
- 2000/2001 Линфилд
- 2001/2002 Портадаун
- 2002/2003 Гленторан
- 2003/2004 Линфилд
- 2004/2005 Гленторан
- 2005/2006 Линфилд
- 2006/2007 Линфилд
- 2007/2008 Линфилд
- 2008/2009 Гленторан
- 2009/2010 Линфилд
- 2010/2011 Линфилд
- 2011/2012 Линфилд
- 2012/2013 Клифтонвилл
- 2013/2014 Клифтонвилл
- 2014/2015 Крузейдерс

### Количество титулов[9]
|   | Команда            | Побед   | Последняя победа |
| - | ------------------ | ------- | ---------------- |
| 1 | Линфилд            | 55 (+5) | 2020/2021        |
| 2 | Гленторан          | 23 (+1) | 2008/2009        |
| 3 | Белфаст Селтик     | 14 (+5) | 1947/1948        |
| 4 | Лисберн Дистиллери | 5 (1)   | 1962/1963        |
| = | Крузейдерс         | 5       | 2014/2015        |
| 6 | Портадаун          | 4       | 2001/2002        |
| 7 | Клифтонвилл        | 4 (1)   | 2013/2014        |
| 8 | Гленавон           | 3       | 1959/1960        |
| 9 | Ардс               | 1       | 1957/1958        |
| = | Колрейн            | 1       | 1973/1974        |
| = | Дерри Сити         | 1       | 1964/1965        |
| = | Квинс Айленд       | 1       | 1923/1924        |